# Ukraine c. Fédération de Russie (2017)
L'affaire de l'Application de la Convention internationale pour la répression du financement du terrorisme et de la Convention internationale sur l'élimination de toutes les formes de discrimination raciale (Ukraine c. Fédération de Russie) est une affaire  devant la Cour internationale de justice (CIJ), le principal organe judiciaire des Nations unies. Le 16 janvier 2017, l'Ukraine a saisi la Cour internationale de justice contre la Fédération de Russie de violation par cette dernière de la Convention sur le financement du terrorisme et de la Convention internationale sur l’élimination de toutes les formes de discrimination raciale, en Ukraine orientale et en Crimée, dans le cadre de la Guerre russo-ukrainienne, depuis 2014.

## Procédure
Le 6 mars 2017, les audiences sur la demande en indication de mesures conservatoires de la part de l'Ukraine ont commencé et ont duré jusqu'au 9 mars. Les mesures conservatoires permette à la Cour d'ordonner la détérioration de la situation et de protéger la population civile pendant la durée nécessaire à l’examen de l’affaire. L’examen du bien-fondé de la demande se poursuit quelle que soit la décision de la Cour sur la demande de mesures conservatoires.
Le 19 avril 2017, la Cour internationale de justice a ordonné au titre de mesures conservatoires que la Russie s'abstienne d'imposer des restrictions au Mejlis du peuple tatar de Crimée et lui permettre de reprendre ses activités,. La CIJ a refusé à l’Ukraine l'indication de mesures contre la Russie concernant l’interdiction du financement du terrorisme. 
Le 8 novembre 2019, la Cour a jugé qu'elle était compétent pour entendre l'affaire sur la base des deux conventions, rejetant les exceptions préliminaires soulevées par la Russie,.

## Verdict
La Cour rend son arrêt sur le fond le 31 janvier 2024. La lecture est faite par Joan Donoghue, qui préside la CIJ sur cette période, au Palais de la Paix, le siège de la Cour à La Haye, aux Pays-Bas. 

### Financement du terrorisme
En ce qui concerne les violations de la Convention sur le financement du terrorisme, la Cour a jugé que le terme « financement » au sens de la ladite Convention se limite à un soutien financier et non matériel,. 
Par conséquent, la fourniture d'armes et de munitions, ou l'organisation de camps d'entrainements, est entièrement exclue du champ de la Convention, et partant de la compétence de la Cour en l'affaire. La Cour a estimé que l'Ukraine n'avait pas rapporté suffisamment de preuves permettant d'établir que la Russie avait connaissance que ses fonds seraient utilisés dans l'intention de commettre des actes terroristes. La Russie n'était donc pas obligée de satisfaire aux demandes d'extradition de l'Ukraine concernant des personnes accusées de financer des terroristes sur le territoire ukrainien, ni d'aider l'Ukraine à enquêter sur le soutien allégué au terrorisme.
Néanmoins, la Cour rappelle que la Russie est toujours tenue de mener sa propre enquête sur les crimes liés au financement du terrorisme commis par des personnes se trouvant sur son territoire. Tel n'a pas été le cas, malgré les demandes répétées de l'Ukraine, violant ainsi la Convention.

### Discrimination raciale
En ce qui concerne les violations de la Convention internationale sur l'élimination de toutes les formes de discrimination raciale, la Cour a jugé que des preuves suffisantes avaient été rapportées montrant que le déclin significatif et systématique de l'enseignement en langue ukrainienne en Crimée avait été artificiellement imposé par la Fédération de Russie dans l'intention de nuire à l'ethnie ukrainienne dans la région. Elle rejette les accusations de la Russie selon lesquelles le prétendu manque d'intérêt était la raison du déclin, confirmant l'existence d'un modèle de discrimination ethnique et déclarant ainsi la Russie avait violer de la Convention.
Dans le même temps, la Cour a estimé que l'Ukraine n'avait pas rapporté suffisamment de preuves que l'interdiction du Mejlis, la persécution de ses membres et d'autres militants tatars et ukrainiens de Crimée et l'interdiction répétée de tenir un rassemblement pacifique étaient motivées par des raisons ethniques. Toutefois, la Cour reconnait que l'Ukraine ne pouvait pas fournir de preuves supplémentaires parce qu'elle n'a pas accès à la Crimée, occupée illicitement par le Russie, et se réfère donc aux rapports des organisations internationales. Sur la base de ces éléments, la Cour estime que les persécutions étaient motivées davantage par leurs activité politique et leurs opinions que leur appartenance ethnique, et que ces persécutions ne violent donc pas la Convention.
La Cour a reconnu que les mesures conservatoires qu'elle avaient ordonnées en 2017, n’avait pas été appliquées par la Russie. 
La Cour ordonne à la Russie de se conformer aux deux conventions, mais ne prononce pas de réparations ni sur le cas de la destruction de l'avion assurant le vol MH17. 

## Voir également